# Нью-Бетесда
Нью-Бетесда (африк. Nieu-Bethesda, англ. New Bethesda) — посёлок в Восточно-Капской провинции Южно-Африканской Республики (ЮАР) у подножия горной гряды Сни́уберге, примерно в 50 км от города Храфф-Рейнет. Входит в местный муниципалитет Бейерс-Науде в районе Какаду.
Посёлок основан в 1875 году как церковное поселение на месте бывшей фермы Ойткик (Uitkik), как и многие другие посёлки в пустыне Карру. Получил статус муниципалитета в 1886 году. Название происходит от библейского города Вифезда (см. Евангелие от Иоанна 5:2-4) и означает «место проточной воды».
Местной достопримечательностью является «Дом Совы» — музей, посвящённый творчеству эксцентричной художницы Хелен Мартинс, а также близлежащая вершина Компасберх (2502 м) — высочайшая в провинции.